# Notophthiracarus ramsayi
Notophthiracarus ramsayi är en kvalsterart som beskrevs av Wojciech Niedbała 1987. Notophthiracarus ramsayi ingår i släktet Notophthiracarus och familjen Phthiracaridae. Inga underarter finns listade i Catalogue of Life.